# Kanton Mirambeau
Mirambeau is een voormalig kanton van het Franse departement Charente-Maritime. Het kanton maakte deel uit van het arrondissement Jonzac. Het werd opgeheven bij decreet van 27 februari 2014, met uitwerking op 22 maart 2015.

## Gemeenten
Het kanton Mirambeau omvatte de volgende gemeenten:
- Allas-Bocage
- Boisredon
- Consac
- Courpignac
- Mirambeau (hoofdplaats)
- Nieul-le-Virouil
- Saint-Bonnet-sur-Gironde
- Saint-Ciers-du-Taillon
- Saint-Dizant-du-Bois
- Saint-Georges-des-Agoûts
- Saint-Hilaire-du-Bois
- Saint-Martial-de-Mirambeau
- Sainte-Ramée
- Saint-Sorlin-de-Conac
- Saint-Thomas-de-Conac
- Salignac-de-Mirambeau
- Semillac
- Semoussac
- Soubran